# 日本の出版社一覧
日本の出版社一覧（にほんのしゅっぱんしゃいちらん）は日本の出版社を主とした出版者を五十音順にリストした一覧である。
- 新聞社については、日本の新聞一覧を参照のこと。

| 目次 | 目次 | 目次 | 目次 | 目次 | 目次 | 目次 | 目次 | 目次 | 目次 | 目次 |
| ---- | ---- | ---- | ---- | ---- | ---- | ---- | ---- | ---- | ---- | ---- |
| わ   | ら   | や   | ま   | は   |      | な   | た   | さ   | か   | あ   |
|      | り   |      | み   | ひ   |      | に   | ち   | し   | き   | い   |
| を   | る   | ゆ   | む   | ふ   |      | ぬ   | つ   | す   | く   | う   |
|      | れ   |      | め   | へ   |      | ね   | て   | せ   | け   | え   |
| ん   | ろ   | よ   | も   | ほ   |      | の   | と   | そ   | こ   | お   |

| 目次 | • 脚注• 参考文献• 関連項目 |

## あ行

### あ
- 愛育社
- 愛育出版
- アイエス出版
- アイエー出版
- アイ・エル・エス出版
2018年に会社清算
- アイオーエム
- アイカム
- 相川書房
- アイ企画
- 合気ニュース
2010年にどう出版に社名変更。
- 愛鳩の友社
- アイ・ケイ コーポレーション
- アイジーエー出版
- アイシーメディックス
- アイ出版
- アイ書房
- 藍書房
- 愛善世界社
- 愛知県郷土資料刊行会
愛知県では既に解散
- 愛知出版
- 愛智出版
- 愛知書房
- あいづね情報出版舎
- あいであ・らいふ
2008年に破産。
- アイ・ティー・オー
- ITサポートシステムズ
2018年に会社清算
- アイ・ディ・ジー・ジャパン
日本から撤退]済み。
- IDP出版
- アイテック
- アイバス出版
2018年に破産
- 藍パブリッシング
- IBS出版
- アイ・ピー・エム
- アイピーシー
1995年にアルファベータが事業を継承。
- IBCパブリッシング
- IPリエゾンセイバ
- アイペックプレス
1992年頃に事業停止
- アイランド出版
- あいり出版
- アイリー出版
- 愛隆堂
- アイルランドフューシャ奈良書店
- アウラ・マーニャ
- アウル出版企画
- あ・うん
- 阿吽社
- 青い海出版
- あおい書房
- 葵図書
- 青垣出版
- 青木書店
- アオキ地図出版社
- あおぞら音楽社
- あおば出版
2007年に破産
- 青葉出版 (東京都)
- 青葉出版 (広島県)
- 青葉書房 (埼玉県)
- アオ・パブリッシング
- 青森県文芸協会
2014年に解散、青森文芸出版に事業引継
- 青森文芸出版
- 青山書院
2018年に廃業
- 青山第一出版
- 青山通り出版
- あおやま文庫
- 青山ライフ出版
- 赤々舎
- 赤坂出版
- あかし出版
- 明石書店
- 赤ちゃんとママ社
- 暁印書館
- あかつき教育図書
暁教育図書→2008年に廣済堂出版と合併して廣済堂あかつき教育図書事業部→2021年に現商号。
- 暁出版
廃業
- あかつき書房
- アカデミー出版
- 茜出版
- あかね書房
- 茜新社
- あかね図書販売 → KK書房
- アガリ総合研究所
- アガルート
- 亜紀書房
- 秋田書店
- 秋田文化出版
- 秋田ほんこの会
2006年に事業停止
- 蜻文庫（あきづぶんこ）
- あきは書館
- 秋元書房
- 秋山書店
- アクア出版
- アクアハウス
2016年に解散
- アクエアリーズ出版
- アクシス
- アーク出版
- アクセスインターナショナル
- アクセス二十一出版
- アクセラ
2000年に事業停止。
- アクタスソリューション
2008年に自己破産。
- アグネ技術センター
- アグネ承風社
- アークメディア
- アークライト
- あけび書房
- 曙出版
- アコード出版
- 阿含宗出版部
- 阿佐ヶ谷書院
- 浅川書房
- 朝倉書店
- あさ出版
- 浅野太鼓文化研究所
- 朝日クリエ
- あさひ高速印刷
- 朝日出版
- アサヒ出版
- 旭出版企画
- 朝日出版社
- 旭書房
- 朝日ソノラマ
2007年に会社清算。朝日新聞社出版本部、2008年より朝日新聞出版に事業を継承。
- 朝日新聞出版
- 旭屋出版
- 麻布出版
- 麻布台出版社
- 麻布書院
- 麻布プロデュース
- あざみ書房
- あさを社
- アジア経済研究所
- 亜細亜大学アジア研究所
- アジア太平洋観光社
- アジア太平洋資料センター
- アジアプレス・インターナショナル
- アジア文化社
- アシェット・コレクションズ・ジャパン
- アシェット婦人画報社 → ハースト婦人画報社
- 紫陽花文庫
- あしざき書房
- 芦書房
- 葦書房
- 味の素食の文化センター
- あしぶえ出版
- アジュマ
- アースエイド
2001年に破産。
- 飛鳥
- アスカ自費出版
- 明日香出版社
- 飛鳥出版
- 飛鳥新社
- アスキー
2008年にアスキー・メディアワークスに吸収合併。
- アスキー・メディアワークス
2013年にKADOKAWAに吸収合併
- アスク出版
- アスク・ヒューマン・ケア
- アスコム（旧・アスキー・コミュニケーションズ）
- 梓出版
- 梓出版社
- 梓書院
- あずさ書店
- あずさ書房
- アース・スター エンターテイメント
- アストラハウス
- アストロアーツ
- あすとろ出版
- あすなろ書房
- アスペクト
2023年に破産
- 東出版
- 安曇出版
- アースメディア
- アスラン書房
- 校倉書房
2018年に廃業
- アセテート
- アソシエ21
2009年に解散
- アタシ社
- アチーブメント出版
- アーツアンドクラフツ
- アーツ出版
- アットホーム
- アットワークス
2020年に会社清算
- アップグレード出版
- アップフロントブックス
2003年に事業停止、解散。
- アップリンク
- あっぷる出版社
- 吾妻書館
- アーティストハウスパブリッシャーズ
事実上の事業停止中。
- アティーナ・プレス
- アテネ教育出版
- アテネ出版社
- アドア出版
- アートアンドアーキテクトフェスタ
- アートヴィレッジ
- アドウィン
- アド・グリーン企画出版
- アートコミュニケーション
- アドコム・メディア
- アートツリー出版社
- アートデイズ
- アドニス書房
- アドバンテージサーバー
- アートビートパブリッシャーズ
- アドマック
- アトムス
- アトラス出版
- アトランスチャーチ
- アトランティス
- アトリエOCTA
- アトリエサード
- アトリエ出版企画 (東京都)
- アトリエ風信
- アトリエ・ボイル
2019年に破産
- アトリエ・レトリック
- アートン新社
- 『アナキズム』誌編集委員会
- アナリシス出版社
- アニカ
- アーニ出版
- アニドウ・フィルム
- アニバ出版
- アニマル・メディア社
- アニモ出版
- アーバン出版局
- アーバンプロ
- アプライ
- アプライドナレッジ
2008年に事業停止
- アプリコット出版
- 阿部出版
- アボック社
- あぽろん社
倒産
- アポロン出版
- アポロ出版
2007年に倒産し、新アポロ出版に事業を継承。
- あまとりあ社
- アマネコ舎
- 天の川書房
- あまのはしだて出版
- アミューズブックス
2003年に事業停止、解散。
- アミューズメント産業出版
- アミューズメント通信社
- 編書房
2011年に解散・廃業。
- あむすく
- アムソン出版
- アムリタ書房
- アメーバブックス新社
2005年にアメーバブックスとして創業。2007年にアメーバブックス新社。2012年に解散。
- あゆみ出版
2000年に倒産。
- あゆむ出版
- 新井出版社
- 新井書院
- 荒蝦夷
- 荒竹出版
2019年に会社清算
- アラブ出版
- 有明書房
- アリス館
- 亜璃西社
- ありな書房
- アリーフ一葉舎 → 啓文社
- 有峰書店新社
- アールアイシー出版 → メディアソリューションズ
- アールイー
- アルカディア出版
- アルカナ出版
- アルク
- アルク出版企画
- アルゴ出版
- アールズ出版
- アルソ出版
- アルタ出版
- あるた出版
- あるっく社
- アルテ
- あるて出版
- アルテスパブリッシング
- あるば書房
廃業
- アルパカ
- アールビーズ
- アルファ企画
- あるふあ出版
- アルファベータブックス
- アルファポリス
- アルプス社
2008年にヤフーに吸収合併。
- アルプス出版社
- アルマ出版
- あるまじろ書房
- あるむ
- アルム出版社
- 荒地出版社
2013年3月に新人物往来社へ吸収合併
- あわわ
- 暗黒通信団
- アンジュパブリッシング
- アント出版
- アントレックス

### い
- いいずな書店
- 飯塚書店
- EH情報システム
2020年に会社清算
- 家の光協会
- 家の光出版総合サービス
- EMTG
- 医学映像教育センター
- 医学教育出版社
- 医学芸術社 → 医学芸術新社
2014年に破産
- 医学出版
- 医学出版社
- 医学情報社
- 医学書院
- 医学中央雑誌刊行会
- 医学通信社
- 医学同人社
- 医学と看護社
- 医学図書出版
- 医学の世界社
2021年に会社清算
- 医学の友社
- 医学評論社
2017年に医学研修協会へ吸収合併
- いかだ社
- イカロス出版
- いきいき
- いき出版
- 伊吉書院
- 育伸社
- 育文社
2016年に破産
- 郁文堂
- 育鵬社
- 郁朋社
- イーグルパブリシング
- イーグレープ
- 池田書店 (新宿区)
- 池田書店 (豊島区)
廃業
- 池宮商会
- イザラ書房
- 医事出版社
- いしずえ
- 医事日報
2019年廃業
- 石原出版社
- 医歯薬出版
- 亥辰舎
- イーステージ
- イースト・コミュニケーションズ
- イースト・プレス
- 和泉書院
- いずみ書房
- 泉書房
2018年にスタジオダンクへ吸収合併
- イズミヤ印刷・イズミヤ出版
- 伊勢文化舎
- いそっぷ社
- イタリア書房
- 櫟
- 市ヶ谷出版社
- 一藝社
- 一迅社
- 市田印刷出版
2013年にフジモトへ事業を譲渡
- 壱番館書房
- 一枚の繪
- 1万年堂出版
- 市村出版
- 一粒社
2002年に廃業
- 一芦舎
- 一季出版
- 一光社
- 五ツ木書房
- 一個人出版
- 一冊堂
- 一水社
- 一穂社
- 一声社
- 一世出版
- 一草舎
2010年に解散
- 一兎舎
- ITSURA BOOKS
- イデー
- イデア
- イード
- 医道の日本社
- いなもと印刷
- 井上出版企画
- 井上書院
- いのちのことば社
- イーハトーヴ出版
2000年にフロンティア出版へ吸収合併、フロンティア出版はイーハトーヴフロンティアへ社名変更
- イーハトーヴフロンティア
- イーフェニックス
- イーブックカフェ
- 以文社
- 今井印刷・今井出版
- イマジカインフォス（旧主婦の友インフォス）
- 今人舎
- イマジン出版
- イメディア
- 医薬経済社
- 医薬ジヤーナル社
倒産
- イリス舎
- いりの舎
- 医療科学社
- 医療タイムス社
- イール・パブリッシング
- イル・プルー・シュル・ラ・セーヌ企画
- いろは出版
- 岩崎書店
- 岩崎学術出版社
- 岩崎電子出版
- 岩崎美術社
2005年に廃業
- 岩下書店
- 岩田書院
- 石楯尾神社
- 岩手日報社
- 岩手復興書店
- 岩波書店
- 岩間書店
- インクルーブ
- 印刷学会出版部
- インシデンツ
- インスクリプト
- インターシフト
- インターズー → EDUWARD Press
- インターブックス
- インタープレス
- インターメディカ
- インターメディカル
- インデックス・コミュニケーションズ → ジャック・メディア
- インデックス社
- インデックス出版
- インテルナ出版
- インテルフィン
- いんなあとりっぷ社
- インナービジョン
- インパクト出版会
- INFASパブリケーションズ
- インフォバーン
2007年に出版事業をサイゾーに譲渡。
- インフォレスト
2014年に自己破産
- インプレス
- インプレスR&D
2022年に日本図書コードをPUBFUNに譲渡、2023年にインプレスへ吸収合併

### う
- ウィズワークス
- ウィーヴ
2019年にフリューへ吸収合併
- ウィザップ
- ヴィッセン出版
- ヴィ・マックス
倒産？
- ヴィレッジブックス（ソニー・マガジンズの出版レーベル→株式会社ヴィレッジブックス→ウィーヴの出版レーベル→フリューの出版レーベル）
2011年にウィーヴへ吸収合併、2019年にウィーヴがフリューへ吸収合併、2022年にフリューが出版事業を終了
- ウインかもがわ
- ウイング出版部門
- ウィンズスコア
- ウインドチャイムブックス
- ヴァンメディカル
- WAVE出版
- ウェアラブル環境情報ネット推進機構
- ウェイツ
- ウェッジ
- ウエップ
- VOICE
- ウォルトン舎
- うから
- 潮出版社
- 潮書房
2012年に光人社と合併し消滅。
- 潮書房光人社
- 内田老鶴圃
- 内山書店
- 宇宙パブリッシング
- 宇宙法則研究会
- うつのみや
- 宇都宮軍縮研究室
- うなぎ書房
- 海と月社
- 梅田出版
- 烏有書林
- うらべ書房
- ウララコミュニケーションズ
- ウリアカデミー
- 噂の真相
- 芸艸堂（うんそうどう）
- 運動と医学の出版社

### え
- エーアイ出版
2005年にエヌジェイケーテクノ・システムが合併し消滅
- エー・アンド・ユー
- エイアールディー
- エイアンドエフ出版部
- ABC出版社
- A・M・S
- AMG出版
- 英会話エクスプレス出版
- AKA
- 英光社
- 栄光出版社
- 枻出版社
2021年に破産
- 英俊社
- 英治出版
- 映人社
- 英知出版
2007年に破産
- エイチアンドアイ
- 8plus
- エイバックズーム
- 英潮社フェニックス（旧英潮社）
- A文学会
- 英文法令社
- 英宝社
- 英和出版社
- エクシア出版
- エクシードプレス
2000年に業務停止
- エクスナレッジ
- エクスメディア
2007年に自己破産。
- エクリ
- 恵光社
- Eco・クリエイティブ
- 江古田文学会
- エコテクノ出版
廃業
- エコノミスト社
- エコール・セザム
- エスアイビー・アクセス
- S&T出版
- エスイージー
- エス・エム・エス
- エスコアール
- SG企画
- エスシーシー
- SBクリエイティブ
- SBIパートナーズ
2006年にSBIホールディングスへ吸収合併
- エス・ピー・シー
- エス・ビー・ビー
2012年に破産
- エスプレス・メディア出版
- エックスワン
- エッセンシャル出版社
- A.D.A.EDITA Tokyo
- エディシオン・トレヴィル
- エディションイレーヌ
- エディション・エフ
- エディット・パルク
- エディ・フォア
- エデック
- EDU-COM
- EDUWARD Press
- えにし書房
- エニックス
2003年にスクウェアと合併し、スクウェア・エニックスに。
- NHKサービスセンター
- NHK出版
- エヌ・エヌ・エー
- エヌオー出版
- NCコミュニケーションズ
- エヌ・ティー・エス
- エヌ・ティ・ティ出版
- NBワークス
- エヌピー通信社
- エネルギージャーナル社
- EnergyChord
- エネルギーフォーラム
- エネルギーレビューセンター・ERC出版
- 江ノ電沿線新聞社
- 榎本書店
- 戎光祥出版
- エピック (千葉県)
- エピック (兵庫県)
- エビデンス社
- 愛媛県文化振興財団
- エフエー出版
- FOM出版
- エフ企画
2012年に業務停止
- エフジー武蔵
- エフ・ディ
- エベイユ
- 絵本館
- 絵本塾出版
- 「絵本で子育て」センター
- 絵本の家
- えほんの杜
- 絵ほん屋
- エマオ出版
- エムイー振興協会
- エム・ウェーブ
- エム・エー・シー
- MSE Lab.
- MXエンタテインメント
- エムオン・エンタテインメント
2021年にソニー・ミュージックソリューションズへ合併
- MCプレス
2008年に解散
- エム・シー・ミューズ
- エムティ出版
- エムディエヌコーポレーション
- エム・ビー・カンパニー
2019年に会社清算
- エム・ピー・シー
2009年に自己破産
- エムピージェー
- エモーション
2011年にバンダイビジュアルへ吸収合併
- エランド・プレス
- エリート情報社
- エール出版社
- エル書房
- エルゼビア・ジャパン
- LUFTメディアコミュニケーション
- エレガントライフ
- ERECT Magazine
- エレファントパブリッシング
- 演劇出版社
2022年に解散
- エンジェル出版
- エンジェルプレス
- エンジン・ルーム
- エンスーCARガイド
- エンタプライズ → 産学社　エンタプライズ
- エンターブレイン
2013年にKADOKAWAに吸収合併
- エンパワメント研究所
- エンブックス

### お
- オアシス
- OEJ Books
- 桜雲社
- 旺史社 → ダブドリ
- 桜桃書房
2004年にオークラ出版へ吸収合併
- 桜美林大学北東アジア総合研究所
- おうふう（旧：桜楓社）
2020年に破産
- 旺文社
- オウム出版
倒産
- 大泉書店
- おおいたインフォメーションハウス
- 大分出版印刷
- 大蔵財務協会
- 大阪教育図書
- 大阪経済法科大学出版部
- 大阪公立大学共同出版会
- 大阪書籍
- 大阪大学出版会
- 大阪文学学校
- 大阪ボランティア協会
- 大隅書店 → さいはて社
- 大空社
2018年1月に会社清算
- 大空社出版
- 宙（おおぞら）出版
- 大空出版
- 太田出版
- 大月書店
- 鳳書院
- 鳳書房
- 大原記念労働科学研究所
- 大原哲夫編集室
- 大村書店
- 大元出版
- オーガニックアジア
- 丘のうえ工房ムジカ
- 岡山大学出版会
- 沖縄観光速報社
- 沖縄教育出版
出版事業から撤退
- 沖縄時事出版
- 沖縄探見社
- 沖縄文化社
- 奥会津書房
- オークス
2017年にオークラ出版へ吸収合併
- オクムラ書店
- オークラ出版
- 小倉書店
- 小沢書店
2000年に倒産
- 小澤昔ばなし研究所
- オーシャンライフ
- オセアニア出版社
- 御茶の水書房
- OHHO編集部
- 音羽出版
- 音羽書房鶴見書店
- オーバーラップ
- オフィスエム
- オフィスHANS
- OFFICE MASARU EMOTO
- Opus Majus
- オープンセンス。
- オープンページ
- オープンナレッジ
- オーム社
- 表参道出版
- 小山書店
倒産
- オライリー・ジャパン
- オリエンス宗教研究所
- オリオン社
1991年に倒産
- オルタナ
- 旺麗言舎
- オレンジページ
- オーロラ自由アトリエ
- 音楽専科社
2016年に事業停止
- 音楽之友社
- 雄鶏社
2009年に破産
- 音元出版

## か行

### か
- ガイアブックス(旧:産調出版)
- 海越出版社
1999年に自己破産
- 海苑社
2014年に自己破産
- 海王社
- 海紅社
- KAI教育出版
- 偕行社
- 海山社
- 開山堂出版
- カイ書林
- 海人社
- 偕成社
- 海青社
- 開成出版
- 改造社
出版事業からは撤退
- 海象社
- 開拓社
- 海拓舎出版
- 海鳥社
- ガイドワークス
- 海馬書房
- 開発社
- 海風社
- 海風舎
- 開文社出版
- 凱風社
倒産
- 海文堂出版
- 解放社
- 解放出版社
- 海鳴館
- 海鳴社
- 海游舎
- 海洋出版
- 海竜社
2021年に破産
- 開隆堂出版
- 楓書店
- かかし
- 科学技術出版
- 科学教材社
- 化学工業社
- 科学出版社東京
- 科学書院
- 科学情報出版
- 科学新興社
- 科学新興新社
- 化学同人
- 科学図書出版
- 科学評論社
- かぎけん出版
- 蝸牛社
- 架空社
- 学芸出版社
- 学芸図書
- 学芸みらい社
- 学建書院
- 学際企画
- 学事出版
- 学習研究社 → 学研ホールディングス（学研教育出版、学研教育みらい、学研パブリッシング）
- 学樹書院
- 学習の友社
- 学術出版会
- 学術図書出版社
- 学生援護会
2006年にインテリジェンス（現：パーソルキャリア）へ吸収合併
- 学生社
- 学窓社
- 學燈社
- 学風書院
1969年に事業停止
- 閣文社
- 学文社
- 学宝社
- 学陽書房
- カーグラフィック
- 影書房
- 笠倉出版社
- 笠間書院
- 風間書房
- カシオペア出版
- 舵社
- 鹿島出版会
- カジ有文社
- 柏書房
- 花神社
- 春日出版
- カストリ出版
- 霞ヶ関出版社
2012年に廃業
- 霞出版社
- 仮説社
- カゼット出版
- 勝どき書房
- 学会出版センター
2012年に廃業
- Gakken（旧・学研教育みらい）
- 学研教育出版
2015年に学研マーケティングへ吸収合併、学研マーケティングは学研プラスに社名変更
- 学研パブリッシング
2015年に学研マーケティングへ吸収合併、学研マーケティングは学研プラスに社名変更
- 学研プラス
2022年に学研教育みらいへ吸収合併、学研教育みらいはGakkenに社名変更
- 学研メディカル秀潤社
2022年に学研教育みらいへ吸収合、学研教育みらいはGakkenに社名変更
- 学校図書
- カットシステム
- 桂書房
- 花伝社
- KADOKAWA
- 角川SSコミュニケーションズ
2011年に角川マーケティングに吸収合併
- 角川学芸出版
2013年にKADOKAWAに吸収合併
- 角川書店
2013年にKADOKAWAに吸収合併
- 角川春樹事務所
- 角川文化振興財団
- 角川マガジンズ
2013年にKADOKAWAに吸収合併
- 鼎書房
- 神奈川大学出版会
- 金沢倶楽部
2020年に事業停止
- カナリアコミュニケーションズ
- カナリア書房
- 可成屋
- 金子書房
- 金原出版
- 花風社
- かまくら春秋社
- 鎌倉書房
1995年に解散
- 鎌倉新書
- 髪書房
- 亀田ブックサービス
- 龜鳴屋
- かもがわ出版
- 鴨書店
- カモミール社
- かもめブックス
- かや書房
- 萱原書房
- からだにいいこと
- カラフルカンパニー
旧：株式会社ケー・シー・シー
- 花乱社
- カランダーシ
- ガリレオ出版
- かりん舎
- カルチュア・エンタテインメント
- カルチュア・コンビニエンス・クラブ
- カロス出版
- カワイ出版
- 河合出版
- 川島書店
- 河出書房
- 河出書房新社
- 河原書店
- 川辺書林
- 管栄学館
- かんき出版
- 関西大学出版部
- 眼鏡光学出版
- 環健出版社
- 煥乎堂
- 看護の科学社
2021年に破産
- 看護の科学新社
- 関西看護出版
- 関西大学出版部
- 巌松堂出版
- 閑人堂
- 関西学院大学出版会
- カンゼン
- 看創社
- 関東学院大学出版会
- 酣燈社
倒産
- 癌と化学療法社
- かんぽう
- かんよう出版
- 翰林書房

### き
- 義衍提唱録刊行会
- 棋苑図書
倒産
- 企画集団ぷりずむ
- 菊谷文庫
- 機芸出版社
- 紀元アカデミア
- きこ書房
- 萌書房
- 技術出版
- 技術評論社
- 稀人舎
- 起心書房
- きずな出版
- 季節社
- 奇想天外社
1984年に倒産
- 北大路書房
- キッズネット
- 切手経済社
- 気天舎
- キネマ旬報社
- Guinness World Records Japan（ギネス社の日本法人、ギネスブックの審査と申請を記念を出版をしている）
- 紀伊國屋書店
- キノブックス
- 吉備人出版
- キベプランニング
- 技報堂出版
- 伽舟
- ギャップジャパン
- キャラアニ
- 汲古書院
- 九州大学出版会
- 九天社
2008年に破産
- 球陽出版
- 求龍堂
- キューブリック
- 教育開発研究所
- 教育画劇
- 教育芸術社
- キョーイクソフト
2001年4月、教育社から社名変更。2017年3月、会社解散。2018年1月、オフィス・加藤が教育社教材の制作・販売を引き継ぐ[1]。
- 教育出版
- 教育史料出版会
- 教育同人社
- 教育図書
- 教育評論社
- 共栄書房
- 教学研究社
2012年に破産
- 教学社
- ぎょうせい
- 京都アニメーション
- 協同医書出版社
- 協同出版
- 京都書院
1999年に倒産
- 京都書房
啓隆社に事業譲渡
- 京都新聞企画事業出版センター
- 京都造形芸術大学東北芸術工科大学出版局藝術学舎
- 京都大学学術出版会
- 京都大学基礎物理学研究所
- キョートット出版
- 京都廣川書店
- キョーハンブックス
倒産
- 響文社
- 教文館
- 共立出版
- 杏林書院
- 杏林図書
- 協和企画
- 共和国
- 共和書院
- 木楽舎
- キラジェンヌ
- きらめく星座社
- 雲母書房
廃業
- 桐書房
- 桐原書店（ピアソン桐原）
- キルタイムコミュニケーション
- きれい・ねっと
- 金園社
- 金花舎
1998年に倒産
- 銀貨社
- 銀河書房
2001年に倒産
- キングベアー出版
- 銀行研修社
- きんざい
- 金壽堂出版
- 錦正社
- 金星堂
- 近代映画社
- 近代科学社
- 近代出版
- 近代出版社
- 近代消防社
- 近代セールス社
- 近代図書
- 近代文藝社
- 銀の鈴社
- 金の星社
- 金風舎
- 金芳堂
- 金融財政事情研究会
- 金曜日

### く
- CUISINE KINGDOM
- クインテッセンス出版
- クオリアート
- クオリティケア
- クオン
- 草の根出版会
2009年に自己破産
- 草場書房
- クスオ出版
- グスコー出版
- 樟舎
- くだかけ社
- 国立出版
- 国元書房
- 久保書店
- 熊谷印刷
- くまざさ出版社・くまざさ社
- 久美
- 組立通信
- 雲の間にある虹出版
- くもん出版
- グライドメディア
- グラウンドワークス
- 苦楽堂
- 暮しの手帖社
- グラフィコ
- グラフィック社
- クラブキング
- クラブハウス
- グラフ社 → ルックナウ
2014年に事業停止
- グラムブックス
- グランプリ出版
- グランまま社
- クリエーション・リサーチ・ジャパン
- クリエイツかもがわ
- クリエイティブ21
- クリエテ関西
- クリスチャントゥデイ
- クリタ舎
- クリニックマガジン
- クリピュア
- グリーンアロー出版社 → Bbmfマガジン
- グリーンハンド
- クルミド出版
- クレイヴ → リンクビットコンサルティング
- クレイン
- クレヴィス
- クレオ
- クレス出版
- クレタ・パブリッシング
2023年に倒産
- クレヨンハウス
- クロエ出版
- 黒田藩プレス
- 黒崎出版
1970年代に倒産
- くろしお出版
- クロスメディア・パブリッシング
- 鍬谷書店
- グローバル科学文化出版
- 群像社

### け
- 経営科学出版
- ケイ・エム・ピー
- KOS
- 慶應義塾大学出版会
- 啓学出版
1994年に倒産
- 藝華書院
- 恵雅堂出版
- KK書房
- 経済界
- 経済産業調査会
- 藝術出版社
- 芸術新聞社
- 芸術生活社
- 溪水社
- けいせい出版
倒産
- 勁草書房
- ケイツー
- 京阪神エルマガジン社
- 慧文社
- 勁文社
2002年に倒産
- 敬文舎
- 啓文社
- 芸文社
- 敬文堂
- 啓明出版
- 啓明書房
- 慶友社
- 啓佑社
- 啓隆社
- 経林書房
2006年に破産
- ゲイン
- 結核予防会
- 月兎舎
- ゲーム・フィールド
- けやき出版
- 言海書房
- 健学社
- 幻戯書房
- 研究社
- 元々社
1958年に倒産
- 研光社
倒産
- 玄光社
- 健康ジャーナル社 → エッセンシャル出版社
- 健康と年金出版社
- 言視舎
- 元就出版社
- 弦書房
- 原子力資料情報室
- 賢仁舎
- 原人舎
- 研成社
- 健全社
- 言叢社
- 源草社
- 幻想文学出版局 → アトリエOCTA
- 現代企画室
- 現代けんこう出版
- 現代思潮社 → 現代思潮新社
- 現代社
- 現代書館
- 現代書林
- 現代人文社
- 現代数学社
- 現代短歌社
- 現代図書
- 現代文藝社
- 建築技術
- 建築資料研究社
- 幻冬舎
- 幻冬舎エデュケーション
- 幻冬舎コミックス
- 幻冬舎メディアコンサルティング
- 幻冬舎ルネッサンス
- 建帛社
- 玄文社 (渋谷区)
- 研文出版

### こ
- コアマガジン
- コアミックス
- コアラ社
2020年に破産
- コアラブックス
- 小池書院
2016年に破産
- 皇學館大學出版部
- 工学社
- 好学社
- 弘学社
- 工学出版
倒産
- 弘学出版
2002年にいづみプロダクションと合併し、アイ・ケイ コーポレーションとなる。
- 好学出版
- 工学図書
- 工業技術社
- 工業調査会
2010年に破産
- 航空ジャーナル社
1988年に廃業
- 口腔保健協会
- 光言社
- 考古堂書店
- 光彩書房
- 廣済堂あかつき→あかつき教育図書
- 廣済堂出版
- 工作舎
- 興山舎
- 廣潤社
2006年に解散
- 交詢社
- 光祥社
- 公職研
- こう書房
- 光進社
- 光人社
- 公人の友社
- 洪水企画
- 厚生科学研究所
- 光生館
- 皓星社
- 恒星社厚生閣
- 佼成出版社
- 構造品質保証研究所
- 講談社
- 講談社インターナショナル
2011年に解散
- 講談社エディトリアル
- 講談社コミッククリエイト
- 講談社サイエンティフィク
- 講談社出版サービスセンター
2011年に講談社ロジコムと合併し、講談社ビジネスパートナーズに
- 講談社ビーシー
- 講談社ビジネスパートナーズ
- 講談社ペック
2004年に第一出版センターと合併し、講談社エディトリアルとなる。
- 高知新聞総合印刷
- 交通新聞社
- 交通タイムス社
- 合同出版
- 幸福の科学出版
- 高文研
- 光文社
- 弘文社
- 好文出版
- 光文書院
- 弘文堂
- 高文堂出版社
倒産
- 神戸新聞総合出版センター
- 鉱脈社
- 光明思想社
- 鴻盟社
- 交友社
- 恒友出版
- 興陽館
- 光陽出版社
- 晃洋書房
- 甲楽出版
- 高陵社書店
- 光琳
廃業
- 光琳社出版
1999年に自己破産
- 行路社
- 公論出版
- 公論社
- コーエー
2010年にテクモを吸収合併しコーエーテクモゲームスに社名変更。
- 語学春秋社
- 五月書房- 2015年に自己破産し、2017年設立の五月書房新社に継承。
- 古今社
- コーキ出版
廃業
- 悟空出版
- 国際アロマセラピー科学研究所
- 国際医学出版
- 国際高等研究所
- 国際語学社
廃業
- 国際基督教大学出版局
- 国際書院
- 国際情報社
2002年に会社清算
- 国際ビジネスコミュニケーション協会
- 国際文献社
- 国際地学協会
- 国書刊行会
- 国政情報センター
- 克誠堂出版
- コクトー書房
- 国土社
- 国文社
- こぐま社
- 国民みらい出版
- 語研
- 古今書院
- コシーナブックス
- コスミック出版
- コスモトゥーワン
- コスモの本
- コスモピア
- 梧桐書院
- ことのは出版
- 壽屋
- 子供の教育社
- 子どもの文化研究所
- 子どもの未来社
- コナミデジタルエンタテインメント
- こぶし書房
- ゴブリン書房
- コプレス（文成印刷出版部）
- 駒草出版
- ごま書房 → ごま書房新社VM
- 高麗書林
- ゴマブックス
- 径書房
- コミニケ出版
- 小峰書店
- コモンズ
- 五柳書院
- コールサック社
- ゴルフダイジェスト社
- ゴルフライブ
- コレール社
- ころから
- コロナ社
- 金剛出版
- コンシャスプレス
2010年に破産
- 昆虫文献 六本脚
- コンデナスト・パブリケーションズ・ジャパン
旧・日本ヴォーグ社
  - コンデナスト・ジャパン
- コンテンツワークス
- 今日の話題社
- コンパス・ポイント

## さ行

### さ
- 彩雲出版
- サイエンズ研究所
- サイエンス社
- サイエンスハウス
- サイエンスフォーラム
- サイエンティスト社 (渋谷区)
- サイエンティスト社 (千代田区)
2007年3月に解散
- サイオ出版
- サイカス
- 佐伯印刷
- 歳月社
- Cygames
- 清山社（さいざんしゃ）
倒産
- 犀書房
- 最新医学社
- 彩図社
- サイゾー
- 埼玉いえ・まち再生会議
- 埼玉福祉会
- サイドランチ
- さいはて社
- 彩文館出版
- サイマル出版会
1998年に廃業
- 彩流社
- さいろ社
- 幸書房
- サウザンブックス社
- サウダージ・ブックス
- さ・え・ら書房
- 酒井書店育英堂
倒産
- SAGA DESIGN SEEDS
- 嵯峨野書院
- 相模書房
廃業
- 作品社
- 作文社
- 朔北社
- 桜井書店
- さくら社
- さくら舎
- さくら出版
2002年頃破産
- 桜ヶ丘出版
- 桜山社
- 桜の花出版
- サークル出版社
1998年に出版事業から撤退
- 雑草社
- 里山社
- サニー出版
- SAMA企画
- ザメディアジョン
- 奢覇都館
- 左右社
- 猿江商會
- さわらび本工房
- 三一書房
- 三栄
- サンガ
倒産
- サンガ新社
- 産学社
- 産学社 エンタプライズ
- 三学出版
- さんが出版
- 山海堂
2007年に解散
- 山喜房佛書林
- 産業開発機構
- 三共出版
- 産業図書
- 産業編集センター
- 産業能率大学出版部
- サンクチュアリ・パブリッシング
- サン・グリーン出版
- 産経新聞出版
- 三恵社
- 三恵書房
- 三賢社
- 三元社
- 三五館
2017年に事業停止。社員の一人が屋号を頂き「三五館シンシャ」を独りで立ち上げる。
- 三交社
- さんこう社
- 三才ブックス
- 三修社
- サン出版
2013年マガジン・マガジンに統合
- サンジョルディ出版
- サンズ
- 三省堂
- 303BOOKS
- 三想出版
- 産調出版 → ガイアブックス
- 三冬社
- さんぽう
- 産報出版
- 三宝出版
- サンパウロ
- サンマーク出版
- 三友社出版
- サンライズ
- サンライズ出版
- サンライズパブリケーション
- サンリオ
- 三輪舎
- 三嶺書房
- 産労総合研究所
- サンロード出版
- 三和出版
- 三和書籍

### し
- C&R研究所
- ジアース教育新社
- ジーイー企画センター
- シェア・ジャパン出版
- シー・エー・ピー
- JTBパブリッシング
- JDC出版
- Jパブリッシング
- JPS出版局
- ジェ・エー・エフ出版社
- シー・エー・ピー
- シーエーピー出版
- ジェフコーポレーション
- シーエムシー出版
- CLC出版
- シエン社
- ジーオーティー
- 四海書房
- 史学会
- 詩学社
2007年に廃業
- 志學社
- 慈学社出版
- シカク出版
- 視覚デザイン研究所
- 四月社
- 四季社
2013年に自己破産
- 史輝出版
倒産
- 四季の森社
- CQ出版
- 事業構想大学院大学出版部
- 時空出版
- 示現舎
- 紫紅社
- 思索社 → 新思索社
- CCCメディアハウス
- 私塾界
- 自照社出版
- 詩人会議
- 静岡学術出版
- 紫洲書院
- シーズ情報出版
- 市井社
- 自然科学社
- 自然環境研究センター
- 自然食通信社
- 自然と人間社
- 自然法則学会
- 詩想社
- 思想の科学社
- CW出版
- 七月堂
- 七賢出版
- 自治体研究社
- 思潮社
- 時潮社
- 実業公報社
- 実教出版
- 実業之日本社
- JICC出版局 → 宝島社
- 実践社
- 実践倫理宏正会
- 実務教育出版
- 自動車技術会
- シナジー (東京都)
- シナジー (石川県)
- しなのき書房
- 信濃教育会
- シーニュ
- シネマハウス
2006年に倒産
- シネマファスト
- 篠原出版新社
- CVA出版企画（しばしゅっぱんきかく）
- 柴田書店
- 芝パーク出版 → セブン&アイ出版
- G.B.
- シービーアール
- 思文閣出版
- 斯文書院
- 至文堂
2009年にぎょうせいと経営統合
- じほう
- 司法協会
- 姉妹社
1993年に解散
- 島津書房
- 嶋中書店
2007年に解散手続き開始
- 清水弘文堂書房
- 清水工房（揺籃社）
- 清水書院
- シミュレーションジャーナル
- 市民かわら版社
- 市民出版社
- 市民セクター政策機構
- 志茂田景樹事務所
- しもつけの心出版
- じゃあそれで堂
- ジャイブ
2019年に出版事業（日本図書コード・取次口座）を旧社から継承。
- 社会思想社
2002年に事業停止
- 社会批評社
- 社会評論社
- 社会保険研究所
- じゃこめてい出版
- 写真工業出版社
- シャスタインターナショナル → アストラハウス
- ジャストシステム
- ジャック・メディア
- ジャパニスト
- ジャパンインターナショナル総合研究所
- ジャパンタイムズ
- ジャパンマシニスト社
- ジャパン・ミックス
1998年に倒産
- ジャパン・ミリタリー・レビュー
- ジャパンライフデザインシステムズ
- ジャムハウス
- ジャーラム出版
- 重化学工業通信社
- 秀学社
- 十月社
2001年に事業休止
- 宗教心理出版
- 自由宗教一神会出版部
- 集出版社
- 集英社
- 集英社クリエイティブ
- 集広舎
- 自由國民社
- 自由社
- 秀潤社 → 学研メディカル秀潤社
- 秋水社
- 自遊人
- 17出版
- 柊風舎
- 集文社
- 秀麗出版
- 秀和システム
- 塾と教育社
- 樹村房
- 朱鳥社
- 出版協同社
- 出版芸術社
- 出版最前線
- 出帆社
1976年頃に倒産
- 出帆新社
- 出版処てんてる
- 出版ニュース社
2020年に廃業
- 出版文化社
- 出版文化産業振興財団
- 出版メディアパル
- 出版ワークス
- ジュピター出版
- 主婦と生活社
- 主婦の友インフォス情報社 → 主婦の友インフォス → イマジカインフォス
- 主婦の友社
- シュプリンガー・ジャパン（旧シュプリンガー・フェアラーク東京）
- シュベール出版
2003年に倒産
- JULA出版局
- ジュリアンパブリッシング（旧ジュリアン）→関連会社のJパブリッシングへ出版事業を段階的に譲渡し、サトクリフに社名変更
- 樹立社
- 樹林舎
- 春秋社
- 春風社
- 旬報社
- 春陽堂書店
- しょういん
- 翔雲社
- 翔泳社
- 省エネルギーセンター出版部
- 小学館
- 小学館クリエイティブ
- 小学館集英社プロダクション
- 小学館スクウェア
- 尚学図書
- 松香堂書店
- 裳華房
- 商業界
2020年に破産
- 情況出版
- 昭晃堂
- 彰国社
- 商事法務
- 昭森社
1991年頃に廃業
- 上智大学出版
- 商店建築社
- 祥伝社
- 浄土宗出版
- 湘南海童社
- 湘南社
- 湘南出版センター
廃業
- 少年画報社
- 少年写真新聞社
- 少年文化社
倒産
- 松柏社
- 松文館（旧オハヨー出版←旧サン企画）
- 晶文社
- 昭文社
- 承文堂出版
- 情報科学技術協会
- 情報センター出版局 → ゆびさし
- 情報通信振興会
- 昇龍堂出版
- 照林社
- 松籟社
- 昭和堂
- 昭和礼文社
廃業
- 書苑新社
- 食肉通信社
- 書肆アルス
- 女子栄養大学出版部
- 女子パウロ会
- 書肆山田
- 書肆侃侃房
- 女性モード社
- 書籍工房早山
- 書籍情報社
- ジョルダン
- シーライトパブリッシング
- 白川書院
- 不知火書房
- 而立書房
- シーロック出版社
2019年に破産
- シロクマ社
- 試論社
- ジーン
- 新アポロ出版
- 新学社
- 振学出版
- 新幹社
- 新企画出版
- 新紀元社
- 新教出版社
- 新樹社(しんきしゃ)
廃業
- シンクタンクせとうち総合研究機構
- シングルカット社
- 新建築社
- 新興医学出版社
- 真興交易医書出版部
- 心交社
- 新講社
2021年に破産
- 新興出版社啓林館
- シンコーミュージック・エンタテイメント
- 信山社出版
- 信山社サイテック
- 新思索社
倒産
- 信州教育出版社
- 新宿書房
- 新樹社(しんじゅしゃ)
- 真珠書院
- 新書館
- 眞人堂
- 駸々堂書店
2000年に自己破産
- 新人物往来社
2012年に中経出版へ吸収合併
- 新時代社
- 新水社
倒産
- 新世社
- 新声社
1999年に自己破産
- 新星出版
- 新星出版社
- 新泉社
- 診断と治療社
- 神智学協会ニッポン・ロッジ
- 新潮社
- 新典社
- 新読書社
- 新日本教育図書
- 新日本出版社
- 新日本文芸協会
- 新日本文芸協会 Ω出版
- 新日本法規出版
- 新評論
- 新風舎
2008年に破産
- 新風書房
- シンプル堂
- 人文社
2013年に事業停止
- 人文書院
- 進歩と改革研究会
- 深夜叢書社
- 晋遊舎
- 新葉館出版
- 新曜社
- シンラ
- 診療新社
- 神陵文庫
- 新和
1993年頃事業停止
- 森話社

### す
- 瑞雲舎
- 水王舎
- 水産無脊椎動物研究所
- 水声社
- 彗星社
- 水窓出版
- 随想舎
- 水中造形センター
2021年に破産
- スイッチ・パブリッシング
- 水曜社
- 水鈴社
- すいれん舎
- スヴェーデンボリ出版
- 数学書房
- 数研出版
- 数理工学社
- 姿川出版
- 菅原総合武道研究所
- スキージヤーナル
倒産
- 杉並けやき出版
- スクウェア・エニックス（旧・エニックス）
- すぐ書房
2010年に廃業
- SCRAP出版
- 図形処理情報センター
1990年代後半に倒産
- 鈴木出版
- スコラ
1999年に倒産
- スコラマガジン
- スタイルノート
- スタジオシップ → 小池書院
- スタジオ・セロ
2008年に破産
- スタジオタッククリエイティブ
- スタジオDNA → 一迅社
- スタジオ・ポット
- スターダストピクチャーズ
- スタンド・ブックス
- スッカラ
- STEP
- ステュディオ・パラボリカ
- ステレオサウンド
- ストアーズ社
- ストーク
- 砂子屋書房
- 砂書房
- スパイス
2007年に倒産
- すばる舎
- すばる舎リンケージ
- すぴか書房
- スプリックス
- スペース96
- スペースシャワーネットワーク
- スポーツイベント
- スモール出版
- スリーエーネットワーク
- 駿河台出版社
- 駿台文庫
- スーパーラボ

### せ
- 青蛙房（せいあぼう）
廃業
- 青雲書房
- 星雲社
- 星海社
- 青海社
- 西海出版
- 聖学院大学出版会
- 青娥書房
- 生活書院
- 生活文化出版
- 政官要覧社
- 青月社
- 青弓社
- 青幻舎
- 星湖舎
- 成甲書房
- 精巧堂出版
- 静山社
- 青山社（神奈川県）
- 青山社 (大阪府)
- 青山社 (京都府)
- 生産性出版
- 成山堂書店
- 政治経済研究所
- 青志社
- 青磁社
- 菁柿堂
- 青樹社
2004年に廃業
- 青樹社（埼玉県）
- 青春出版社
- 青松書院
- 聖書図書刊行会
1971年にいのちのことば社へ事業譲渡
- 精神看護出版
- 青心社
- 正進社
- 青人社
1999年に倒産
- 誠信書房
- 省心書房
1997年にAircraft（デアゴスティーニ・ジャパン）に吸収合併
- 清彗社
1981年に雑草社とふゅーじょんぷろだくとに分裂
- 青菁社
- 成星出版
2001年頃倒産
- 青泉社(旧Bbmfマガジン←旧グリーンアロー出版社)
- 清談社Publico
- 西東社
- 青灯社
- 聖徳大学出版会
- 青土社
- 成美堂
- 成美堂出版
- 静風社
- 清風堂書店
- 生物研究社
- 成文社
- 清文社
- 聖文新社
廃業
- 成文堂
- 清文堂出版
- 誠文堂新光社
- 青萠堂
- 聖母の騎士社
- 税務経理協会
- 税務研究会出版局
- 生命保険文化センター
- 星羊社
- 清流出版
- 青林工藝舎
- 青林書院
- 青林堂
- 星和書店
- 世織書房
- 世界思想社
- 世界書院
- 世界文化社
- 世界文藝社 → クオリアート
- 碩学舎
- 石風社
- 績文堂出版
- せせらぎ出版
- 浙江出版集団東京
- Z会
- 説話社
- ゼネラルアサヒ
- セブン&アイ出版
廃業
- セメントジャーナル社
- 瀬谷出版
- セーラー出版 → らんか社
- せりか書房
- セルバ出版
- セルフ出版 → 白夜書房
- 0986出版
- ゼロワン出版
- 全音楽譜出版社
- 山雅房
- 宣協社
- 全国学校図書館協議会
- 全国協同出版
- 全国公益法人協会
- 全国農業図書
- 全国農村教育協会（全農教）
- 全国林業改良普及協会
- 専修大学出版局
- センジュ出版
- 全障研出版部
- 千書房
- 前進社
- 先端医学社
- 宣伝会議
- 全日出版社
- 全日本家庭教育研究会
- 全日本病院出版会
- 禅文化研究所
- 泉文堂
- 全貌社
- 善本社
- 川柳公論
- 川柳塔社
- ゼンリン

### そ
- 創育
- 創英社
- 創栄出版
- そうえん社
- 蒼海出版
- 蒼丘書林
- 創芸社
- 造形社
- 創芸出版
- 草月出版
- 創元社
- 総合科学出版
- 創耕舎
- 綜合社
2012年に創美社（集英社クリエイティブ）へ吸収合併
- 総合医学社
- 総合資格
- 総合出版
- 総合土木研究所
- 綜合評論社
1982年に解散
- 総合法令出版
- 總持寺布教教化部出版室
- 草思社
- 創史社
- 創樹社
- 増進会出版社
- 創森社
- 壮神社
- 増進堂・受験研究社
- 創成社
- 蒼蒼社
2020年3月末廃業
- 創造出版
- 創造書房
- 創拓社出版
倒産
- 創土社
- 荘道社
- 創美社 → 集英社クリエイティブ
- 創美出版
- 草風館
- 双風舎
- 創風社
- 創風社出版
- 創文企画
- 創文社
- 叢文社
- 湊文社
- 双文社
- 双文社出版
2015年に事業停止[2]
- 蒼鷹社
- 双陽社
- 蒼竜社
- 創流出版
- 総和社
- ソーテック社
- そしえて
- ソシム
- 素人社
- ソニー・マガジンズ（旧CBS・ソニー出版←エイプリル・ミュージック←CBS・ソニー出版部） → 2012年にミュージック・オン・ティーヴィーと合併しエムオン・エンタテインメントに。
- Softgarage
- ソフトマジック
2005年に倒産
- ソフト・リサーチ・センター
- 素朴社
- ソレイユ出版

## た行

### た
- 大安
1969年に自己破産
- 体育施設出版
- 体育とスポーツ出版社
- 第一学習社
- 第一企画出版
倒産
- 第一出版
- 第一出版センター
2004年に講談社ペックと合併し、講談社エディトリアルとなる。
- 第一書房
- 第一書林
- 第一プログレス
- 第一法規出版
- 大栄教育システム出版部
- DAI-X出版
- 大河出版
- 大学教育出版
- 大学書林
- 大学通信
- 大学図書出版
- 第三書館
- 第三書房
倒産
- 第三文明社
- 大自然出版 → 竹井出版 → 致知出版社
- 大修館書店
- 大衆書房
- 大出版社 → Dai
- 大樟樹出版社
- 大誠社
- 大成出版社
- 大創出版
- 大蔵出版
- 泰斗舎
2023年に破産
- 大都社
- 大東出版社
- ダイナミックセラーズ出版
倒産
- 第二海援隊
- 第二書房
- 大日本絵画
- 大日本図書
- TYPE-MOON
- 泰文館
- 泰文堂
2018年アース・スター エンターテイメントに社名変更。
- 大峰閣
- 待望社
- 大法輪閣
- 大明堂
2004年に廃業
- ダイヤモンド社
- ダイヤモンド・ビジネス企画
- ダイヤモンド・ビッグ社
2023年に解散
- 太陽 (出版社)
- 太陽エージェンシー
- 大洋出版社
- 太陽書房
- 太陽出版
- 大洋書房
- 大洋図書
- 大陸書房
1992年に破産
- 泰流社
1998年に廃業
- ダイレクト出版
- 大和出版
- 大和書房
- ダヴィッド社
- 多賀出版
- 鷹書房弓プレス
- 高菅出版
- 小鳥遊書房
- 高輪出版社
- 高橋書店
- 宝島社
- 宝塚クリエイティブアーツ
- 高城書房（たきしょぼう）
- TAC出版
- 竹井出版 → 致知出版社
- 竹書房
- 武田ランダムハウスジャパン
2012年に倒産
- 糺書房
- たたら書房
- 立花書房
- 卓球王国
- タッシェン・ジャパン
撤退
- 辰巳出版
- タニシ企画印刷
- 田畑書店
- タバブックス
- ダブドリ
- 食べもの通信社
- 玉川大学出版部
- たま出版
- ダム技術センター
- 玉藻社
- 太郎次郎社エディタス
- 短歌研究社
- 短歌人
- 探究社
- 淡交社
- 段々社

### ち
- 地域活性プランニング
- 地域環境ネット
- 地域教材社
- 地球社
- 地球の歩き方
- 地球丸
倒産
- チクサン出版社
- チクマ秀版社
2007年に解散
- 筑摩書房
- 千倉書房
- 竹林館
- 知玄舎
- 地人書館
- 知泉書館
- 致知出版社
- 知道出版
- ちとせプレス
- 千葉テストセンター
- チーム医療
- チャイコ
- チャイルドフッド
2007年に解散
- チャイルド本社
- チャネル
- チャンプ
- 中央アート出版社
- 中央経済社
- 中央競馬ピーアール・センター
- 中央公論事業出版
- 中央公論社 → 平成出版
1999年に解散
- 中央公論新社
- 中央公論美術出版
- 中央出版
- 中央書院(新宿区)
- 中央書院 (千代田区)
2011年に破産
- 中央大学出版部
- 中央図書出版社 → 中央図書新社
2014年に破産
- 中央法規出版
- 中央労働災害防止協会
- 中外医学社
- 中教出版
解散
- 中経出版
2013年にKADOKAWAに吸収合併
- 中国研究書店 → 日本僑報社
- 中国書店
- 中信出版日本
- 沖積舎
- 中道館
- 中日出版
- 中和印刷
- チュチェ思想国際研究所
- 鳥影社
- 朝鮮青年社
- チョウタリィの会
- 朝文社
- 汐文社
- 潮文社
2019年に解散
- 朝陽会
- 潮流社
- 地歴社
- 地湧社(ぢゆうしゃ)

### つ
- ツァイト
1997年に事業停止
- 2&4モータリング社
2011年に事業停止
- 通商産業研究社
- 司書房
2007年に破産
- 築地書館
- 筑波書房
- 筑波書林 → KAI教育出版
- 創出版
- 柘植書房新社
- 土屋書店
- つり人社
- 鶴書院
- 鶴書房
1978年頃に倒産
- つるとはな
- ツーワンライフ

### て
- デアゴスティーニ・ジャパン
- ティーアイネット
- DHC
- ティ・エム・エス
- ティー・オーエンタテインメント
- TOブックス
- 帝国書院
- ディジット
2001年にブレーンドットコムと合併
- ディスカヴァー・トゥエンティワン
- dZERO
- DAYS JAPAN
2020年に破産
- ティーツー出版
2001年に倒産
- TTJ・たちばな出版
- DTP出版
- テイハン
- TBSブリタニカ
2003年に阪急電鉄に買収され、阪急コミュニケーションズに
- DU BOOKS
- テクノシステム
倒産
- でくのぼう出版
- テクノミック
- テクノレヴュー
- デコ
- デザインエッグ
- デジキューブ
2003年に自己破産
- デジクロニクル
倒産
- デジタルハリウッド出版局
- データハウス
- テツアドー出版
- 哲山堂
- TechShare
- 鉄人社
- 鉄道ジャーナル社
- 鉄筆
- デパートニューズ社 → ストアーズ社
- 出窓社
- テーミス
- 天夢人（てむじん）
- てらいんく
- テラ出版
- てらぺいあ
廃業
- テルブックス
- デル・プラド・ジャパン
2004年に破産
- 電気車研究会
- 電気書院
- 天恵堂
- 田研出版
- 天声社
- デンタルダイヤモンド社
- 展転社
- 伝道出版社
- 電波実験社
- 電波社
- 電波新聞社
- 展望社
- 天理教道友社

### と
- トイズプレス
- 東亜天文学会
- トゥーヴァージンズ
- 燈影舎
- 桃園書房
2007年に破産
- 東海教育研究所
- 東海大学出版部
- 同学社
- 冬花社
- 櫂歌書房
- 東急エージェンシー出版部
- 冬弓舎
- 東京医学社
- TOKYO FM出版
- 東京外国語大学出版会
- 東京学芸大学出版会
- 東京化学同人
- 東京学参
- 東京学習出版社 → 東学
- 東京かわら版
- 東京教学社
- 東京キララ社
- 東京子ども図書館
- 東京コピイ出版部
- 東京三世社
2010年に事業停止
- 東京四季出版
- 東京シューレ出版
- 東京出版
- 東京書籍
- 東京書店
- 東京聖文舎
2008年に自己破産
- 東京創元社
- 東京大学出版会
- 東京地図出版
2012年にマイナビへ吸収合併
- 東京電機大学出版局
- 東京堂出版
- 東京図書
- 東京図書出版会
- 東京ニュース通信社
- 東京布井出版
2004年に破産
- 東京農業大学出版会
- 東京美術
- 東京文献センター
- 東京法規出版
- 東京法経学院出版
- 東京法令出版
- 東京ボランティア・市民活動センター
- 東京漫画社（ソフトライン）
- 東京漫画出版社
1970年代に倒産？
- 東京ライフ
- 東京六法出版
- 桃源社
1981年に出版活動停止、その後廃業。
- 桃芸社
- 刀剣春秋新聞社
- 東考社
2003年に廃業
- 灯光舎
- 童子吟社
- 冬至書房 → 日本之書房
- 同時代社
- 投資日報社
- どう出版
- 島嶼資料センター
- 童心社
- 同人社
- 塔文社
- 冬樹社
廃業
- 東信堂
- 冬水社
- 刀水書房
- 同成社
- 東宣出版
- 東潮社
- 同朋舎
- 同朋舎メディアプラン
2014年に破産
- どうぶつ社
- どうぶつ出版
- 同文舘出版
- 同文書院
- 東邦出版
- 東方出版（大阪）
- 東方書店
- 東峰書房
- 東北出版企画
- 東北大学出版会
- 同友館
- 東洋学術出版社
- 東洋館出版社
- 東洋経済新報社
- 東洋出版
- 東洋書店
倒産
- 東洋書林
- 登龍館
- 道和書院
- 童話屋
- トキア企画
- 朱鷺書房
- 季書房
2005年に廃業
- 読書サポート
- 読書日和
- 徳間書店
- 徳間書店インターメディア
1997年に徳間書店へ吸収合併
- 戸倉書院
- 土佐塾出版
- 都山書房 → ビデオ出版 → インテルフィン
- 都市出版
- 図書館問題研究会
- 図書出版
- 図書文化社
- 都政新報社
- トータルヘルスデザイン
- 栃の葉書房
- TOTO出版
- ドニエプル出版
- 土木技術社
- ドメス出版
- 智書房
- ともはつよし社
- 土曜社
- 土曜美術社出版販売
- トライアリスト東京
- ドラッグマガジン
- トラベルヴォイス新聞社
- トラベルジャーナル
- トランスビュー
- トランスメディア
2020年に事業停止
- トランスワールドジャパン
- とりい書房
- triple a 出版
- どりむ社
- トレジャーバード
- ドレミ楽譜出版社
- トンボ出版
- ドン・ボスコ社

## な行

### な
- なあぷる
- 内外出版社
- ナイタイ出版
2009年に破産
- ナウカ
- 永井書店
- 永岡書店
- 長崎出版
2014年に破産
- 長崎文献社
- 永末書店
- ナガセ出版事業部
- 永田文昌堂
- 中西出版
- ナカニシヤ出版
- 中村堂
- 中山書店
- 中山書房仏書林
- ながらみ書房
- 名古屋外国語大学出版会
- 名古屋大学出版会
- 梨の木舎
- ナショナル出版
- 那須里山舎
- ナースツールズ
- なずなワールド
- ナチュラルスピリット
- 夏葉社
- ナップ
- ナツメ社
- 夏目書房
2007年に業務停止、2014年にサイゾー傘下の夏目書房新社として再起。
- ナナ・コーポレート・コミュニケーション → ウィズワークス
- 七つ森書館
倒産
- ななみ書房
- 浪速社
- 菜の花舎
- 並木書房
- ナレッジフォア
2013年9月に倒産
- 南雲堂
- 南雲堂フェニックス
- 南江堂
- 南山舎
- 南山堂
- 南船北馬舎
- 南窓社
- 南方新社

### に
- 新潟日報事業社
- 二玄社
- ニコリ
- 西式サービス
- 西田書店
- 西日本出版社
- 西日本法規出版
- 西村書店
- 日外アソシエーツ
- 日貿出版社
- 日科技連出版社
- 日刊工業新聞社
- にっかん書房
- 日経印刷
- 日経HR
- 日経サイエンス
- 日経ナショナル ジオグラフィック
- 日経BP
- 日経BPマーケティング
- 日経ホーム出版社
2008年に日経BPへ吸収合併
- 日総研出版
- 日興企画
- 日新報道
2017年に倒産
- 日正
- 日宣メディックス
- 日地出版
2000年にゼンリンに吸収合併
- 日中出版
- 日東書院本社
- 二宮書店
- 二瓶社
- 日本医学館
- 日本医学出版
- 日本医事新報社
- 日本医療企画
- 日本ヴェーダーンタ協会
- 日本ヴォーグ社
- 日本エステティック協会
- 日本エディタースクール出版部
- 日本海運集会所
- 日本会議
- 日本楽譜出版社
- 日本加除出版
- 日本カメラ社
解散
- 日本看護協会出版会
- 日本規格協会
- 日本機関紙出版センター
- 日本教育訓練センター
- 日本教育新聞社
- 日本教育綜合研究所
- 日本教科書
- 日本共産党中央委員会出版局
- 日本教文社
- 日本僑報社
- 日本基督教団出版局
- 日本キリスト教婦人矯風会
- 日本ブックファンド協会
- 日本経営合理化協会出版局
- 日本経済新聞出版社
2020年に日経BPへ吸収合併
- 日本経済評論社
- 日本建築出版社
- 日本工業出版
- 日本公衆衛生協会
- 日本厚生協会
- 日本古書通信社
- 日本コンサルタントグループ
- 日本CI協会
- 日本シェアリングネイチャー協会
- 日本士業協会
- 日本時事評論社
- 日本実業出版社
- 日本シナプス
- 日本写真企画
- 日本シヤッター・ドア協会
- 日本ジャーナル出版
- 日本出版サービス
- 日本出版社
2012年に廃業
- 日本小児医事出版社
- 日本初期SF映像顕彰会
- 日本書籍出版協会
- 日本食肉消費総合センター
- 日本新華僑通信社
- 日本心霊科学協会
- 日本スポーツ企画出版社
- 日本スポーツ出版社
2010年に倒産
- 日本政策研究センター
- 日本聖書刊行会
2009年に解散
- 日本聖書協会
- 日本青年館
- 日本セラミックス協会
- 日本体育協会
- 日本地域社会研究所
- 日本テレビ放送網
- 日本電気文化センター
- 日本統計協会
- 日本図書刊行会
- 日本図書出版
- 日本図書センター
- 日本能率協会マネジメントセンター
- 日本之書房
- 日本の戦争責任資料センター
- 日本橋出版
- 日本標準
- 日本評論社
- 日本プランニングセンター
- 日本文化科学社
- 日本文学館
- 日本文華社 → ぶんか社
- 日本文教出版 (大阪府)
- 日本文教出版 (岡山県)
- 日本文芸社
- 日本放射線技術学会
- 日本放送出版協会 → NHK出版
- 日本法令
- 日本民話の会
- 日本ムスリム協会
- 日本メディカルセンター
- 日本郵趣協会
- 日本郵趣出版
- 日本理工出版会
2022年7月に廃業
- 日本リーダーズダイジェスト社
1986年に親会社のリーダーズダイジェスト社の日本撤退に伴い解散
- 日本緑化工学会
- 日本緑化センター
- 日本林業調査会
- 日本臨牀社
- ニュー・エラ・パブリケーションズ・ジャパン
- ニュー・サイエンス社
- ニューズ出版
2009年に三栄書房が吸収合併
- ニュートンプレス
- ニューハウス出版
倒産
- にゅーろん社
- 人間医学社
- 人間社
- にんげん出版
- 人間出版
- 人間と歴史社
- 人間の科学新社
2020年に解散

### ぬ
- ヌーヴェルヒロカワ
- 岳書房（ぬぷりしょぼう）
2020年に会社清算

### ね
- ネオテクノロジー
- ネオデルフィ
- ネクサスインターコム
- ネクストパブリッシング
- ネコ・パブリッシング
2021年にカルチュア・エンタテインメントへ吸収合併
- 燃焼社

### の
- noa出版
- ノアール出版
- 農山漁村文化協会（農文協）
- 農政調査委員会
- 能力開発研修センター
- 農林統計協会
- NOVA出版
- ノーザンクロス
- 希の樹出版（のぞみのきしゅっぱん）
- 野ばら社
- ノベル出版
- のべる出版企画
- のら書店
- ノンカフェブックス
- ノンブル社

## は行

### は
- HALICO株式会社
- パイ インターナショナル
- バイオインダストリー協会
- バイクブロス
- 培風館
- ハーヴェスト出版
- バウハウス
2007年にメディア・クライスに全業務引継ぎ
- 芳賀書店
2016年に出版事業をJパブリッシングに譲渡
- ハギジン出版
- 白日社
- 白順社
- 博進堂
- 白水社
- 白泉社
- 泊船堂
- 白帝社
- 白昼社
- 白桃書房
- 白馬社
- 博品社
倒産
- 博文館新社・博友社
- 白文舎
- 白峰社
- 白鳳社
2007年頃に廃業
- 白揚社
- 柏艪舎
- 羽衣出版
- パシフィカ
1982年頃倒産
- 橋本確文堂
- バジリコ
- ハースト婦人画報社
- パセオ
2022年に破産
- パーソナルメディア
- ぱーそん書房
- 畑中制作事務所
- 八月書館
- 八月舎
- 八幡書店
- 八紘社印刷
- 八朔社
- パテントジャパン
- パド・ウィメンズ・オフィス
- ハート出版
- はとぶえ会
- 羽鳥書店
- 話の特集
1995年に倒産
- 花美術館
- 塙書房
- ハーパーコリンズ・ジャパン
- パーパス・ドリブン・ジャパン／ロゴス出版社
- パブラボ
- パブリック・ブレイン
- パブリブ
- ハーベスト社
- ハーベスト出版
- バベル
- バベル社
- 浜島書店
- 早川書房
- バラカ
- 薔薇十字社
1973年に倒産
- 原書房
- ぱる出版
- パルコ出版
- ぱるす出版
- 春夏秋冬叢書
- 榛名まほろば出版
- ハーレクイン → ハーパーコリンズ・ジャパン
- パレード
- パロル舎
2011年に倒産
- パワー社
- 阪急アドエージェンシー
- 阪急コミュニケーションズ
2014年に会社清算、宝塚クリエイティブアーツ、阪急アドエージェンシー、CCCメディアハウスに事業引継ぎ
- 反原発運動全国連絡会
- 晩聲社
- 万創
1973年に倒産
- パンドラ
- 万来舎
- 判例時報社

*判例タイムズ社
- パンローリング

### ひ
- ぴあ
- ピアソン・エデュケーション
2010年に桐原書店に吸収合併。桐原書店はピアソン桐原に社名変更。
- ビイング・ネット・プレス
- Pヴァイン
- PHPエディターズ・グループ
- PHP研究所
- PIE BOOKS
パイ　インターナショナルと合併
- PMAインターナショナル → フロンティア出版 → イーハトーヴフロンティア
- BL出版
- ビー・エヌ・エヌ
- ビーエル出版
- BABジャパン
- ビオ・マガジン
- 美学出版
- 東銀座出版社
- 東山書房
- 光スタジオ
- ひかりのくに
- ヒカルランド
- ひくまの出版
2014年に自己破産
- ビーグル
- 美健ガイド社
- ひさかたチャイルド
- 久美堂
- ピーシーズ
- ビジネス教育出版社
- ビジネス社
- ビジュアルアーツ
- 美術出版社
- 美術年鑑社
- ひだまり舎
- ピース・オブ・ライフ出版
- ビッグイシュー日本
- ひつじ書房
- ビデオ出版 → インテルフィン
- 一橋出版
2009年に自己破産
- 一ツ橋書店
廃業
- ひとなる書房
- ピナケス出版
- 檜書店
- 日之出出版
- Bbmfマガジン→青泉社
- 批評社
- 一二三書房
- ビブロス
2006年に自己破産
- ひばり書房
2004年に廃業
- 百水社
- 百年書房
- 白夜書房
- 百華苑
- 白光真宏会出版本部
- ヒューマン・ヘルスケア・システム
- ヒューマンワールド
- 評言社
- 表現社出版販売
- 表現文化社
- 評論社
- ヒヨコ舎
- ヒョーロン・パブリッシャーズ
- 平河出版社
- ピラールプレス
- ひるぎ社
倒産
- ビレッジセンター
2008年に解散
- 広学図書
- 廣川書店
- 弘前大学出版会
- ヒーローズ
- ビレッジプレス

### ふ
- ファイドン
- ファクタ出版
- ファーストプレス
- ファミマ・ドット・コム
- ファームプレス
- ファンギルド
- ブイツーソリューション
- フィットネススポーツ
- フィールド出版
- フィールドワイ
- フィルムアート社
- 風雲舎
- 風詠社
- 風響社
- 風景写真出版
- 風行社
- 風塵社
- 風都舎
- 風濤社
- 風土社
- 風土デザイン研究所
- 風媒社
- 風林書房
- フェアベル
- フェーズシックス
- Bueno! Books
- フェミックス
- フェリシモ出版
- フォックス出版
- フォーバイフォーマガジン社
- フォーラム・A
- フォーラムエイト
- フォーリン・アフェアーズ・ジャパン
- フォレスト出版
- 蕗書房
- 福音館書店
- 福音社
- 福昌堂
倒産
- 福武書店 → ベネッセコーポレーション
- 福村出版
- ふくろう出版
- 冨山房
- 冨山房インターナショナル
- 富士技術出版
- 富士コンテム
倒産
- 富士山出版社
- 富士出版
- 不二出版
- フジテレビKIDS
- フジメディカル出版
- フジモト
- 富士見書房
2013年にKADOKAWAに吸収合併
- ブシロードメディア
- 藤原書店
- 婦人画報社 → アシェット婦人画報社 → ハースト婦人画報社
- 婦人生活社
2003年に自己破産
- 婦人之友社
- 扶桑社
- プチグラパブリッシング
- Book&Books
- ブックマン社
- 双葉社
- 二見書房
- 仏教企画
- 仏教書総目録刊行会
- 仏教伝道協会
- ブッキング
2009年に復刊ドットコムへ社名変更
- ブッククラブ回
- ブックコム
- フットノート
2008年にキネマ旬報社へ吸収合併
- 物理系学術誌刊行センター
- ブティック社
- ぶどう社
- 船井メディア
- ぶなのもり
- ぷねうま舎
- 富民協会
2004年に解散
- ふゅーじょんぷろだくと
- 芙蓉書房出版
- ブライト出版
- フライの雑誌社
- フラックス・パブリッシング
- PLANETS
- プラネットライツ
- フランス書院
- ふらんす堂
- プランタン出版（フランス書院の出版レーベル）
- ぶらんとマガジン社
- フリースタイル
- フリースペース
- ブリックス
- フリープレス
- フリーマン
- プリメド社
- 古川書房
- フルゴスペル出版
- ブルース・インターアクションズ → Pヴァイン
- ブループレス
- BRLM高速学習アカデミー
- プレアデス出版
- プレイガイドジャーナル社
- プレイズ出版
- ブレイン・ストーム
- フレグランスジャーナル社　廃業
- プレジデント社
- プレスアート
- フレックス・ファーム
- フレーベル館
- ブレーンセンター
- フレックスコミックス
- ブレーン
- プロジェクト猪
- プロセス・コンサルテーション
- ブロンズ新社
- フロンティア出版 → イーハトーヴフロンティア
- フロンティアワークス
- 文一総合出版
- 文栄社
- 文榮出版社
- 文英堂
- 文永堂出版
- 文園社
- ぶんがく社
- 文学通信
- 文學の森
- ぶんか社
- 文化出版局
- 文化書房博文社
- 文化創作出版
- 文響社
- 文芸社
- 文芸社ビジュアルアート
- ぶんけい出版
2007年に会社清算
- 文藝春秋
- 文藝書房
- 文藝書房出版
- 文溪堂
- 文建書房
2014年に倒産
- 文憲堂
- 文光堂
- 文眞堂
- 文治堂書店
- ぶんぶん書房
- 文遊社
- 文踊社
- 文理
- 文理閣
- 文理書院

### へ
- 平原社(千代田区)
- 平原社(文京区)
- 平成出版
- 平凡社
- 平楽寺書店
- 平和出版
2005年に倒産
- 碧天舎
2006年に自己破産
- PEGドクターズ・ネットワーク
- ベクトル・コア
倒産
- ベストセラーズ
- ベストブック
- ベースボール・マガジン社
- ベターホーム協会
- ペック → 講談社ペック
- ペット新聞社
- ペットライフ社
- ペップ出版
1998年頃に廃業
- ベネッセコーポレーション
- ペヨトル工房
2000年に解散
- ヘリテージ
- ぺりかん社
- ヘルス研究所
- ヘルス・システム研究所
廃業
- へるす出版
- へるす出版事業部
2016年にへるす出版と合併
- ヘルス通信社
- ヘルスビジネスマガジン社
- ベレ出版
- ぺんぎん書房
2005年に倒産
- ペンコム
- 勉誠出版
- 編集グループSURE
- 編集工房 球
- 編集工房東洋企画
- 編集工房ノア

### ほ
- 保育社
- ボイックス
- 防衛医学振興会
- 防衛技術協会
- 防衛弘済会
2009年に出版事業から撤退
- 邦楽ジャーナル
- 法学書院
2023年7月廃業
- 法研
- 鳳山社
- 方丈社
- 方丈堂出版
- 法政大学出版局
- 豊川堂
- 法藏館
- 放送大学教育振興会
- 宝珍
- 芳文社
- 忘羊社
- 法律文化社
- ポエムピース
- ほおずき書籍
- 北樹出版
- 北辰堂出版
- 北星社
- 北星堂書店
- 北泉社
- 北宋社
- 木鐸社
- 北冬書房
- 北斗社
- 北斗出版 (千代田区)
- 北斗出版 (新宿区)
- 北斗書房
- 北洋社
1970年代末に廃業
- 北隆館
- 保健同人社
- 歩行開発研究所
- 歩行社
- 星野出版
- 星の環会
- ボーダーインク
- ポツダム書店編集部
- ホーチキ出版 → 英知出版
- 北海道新聞社
- 北海道大学出版会
- 北海道冒険芸術出版
- 牧歌舎
- ホットカプセル
2005年に会社清算
- ぼっと舎
- ポット出版（スタジオ・ポット）
- 北方新社
- ホトトギス社
- ポニーキャニオン
- ホノカ社
- ホビージャパン
- ポプラ社
- ホーム社
- ホメオパシー出版
- ポーラ文化研究所
- 堀之内出版
- ぽると出版
- ほるぷ出版
- ポレポレオフィス
- 本願寺出版社
- 本阿弥書店
- ホンゴー出版
- ボーンデジタル
- 本の泉社
- ほんの木
- 本の雑誌社
- 本の出版社
- 本の友社
2016年頃に廃業
- 本の風景社
- 本の森
- 本の館　亜礼母禮
- 本本堂
1989年に事業停止

## ま行

### ま
- マイ詩集社
- 毎日コミュニケーションズ → マイナビ出版
- 毎日新聞出版
- 毎日ワンズ
- マイクロマガジン社
- マイルスタッフ
- マウントゼロ
- 前野書店
2020年に廃業
- マガジンハウス
- マガジン・マガジン
- マガジンランド
- マーキー・インコーポレイティド
- 牧書店
倒産
- 槇書店
- マキノ出版
2023年に倒産
- 牧野出版
- 牧野書店
廃業
- マグロウヒル・エデュケーション
- マザーアース
- マシニスト出版
- 鱒書房 → 都山書房 → ビデオ出版 → インテルフィン
- マセマ出版社
- またたび出版（広島）・MATATABI PRESS (Hiroshima)
- 街から舎
- 街と暮らし社
2015年に会社清算
- マッグガーデン
- マックス
- まつやま書房
- まどか出版
- 窓社
- マドラ出版
- マドンナ社
- 学び舎
- 学びリンク
- マネジメント社
- マホロバアート
2011年に廃業
- マリア書房
- マリン企画
倒産
- 丸元
- マール社
- 丸善出版
- 丸善プラネット
- マルモ出版
- 漫画社
- MANGATRIX
- 萬葉学会
- 万葉舎

### み
- みいづ舎
- 三重大学出版会
- 澪標
- 三笠書房
- 幹書房
- 三空出版（みくしゅっぱん）
- みくに出版
- ミシマ社
- みすず書房
- みずすまし舎
- ミスター・パートナー
- みずのわ出版
- 三田出版会
1998年に事業停止
- 三田文学会
- 道出版
- 道出版 (東久留米市)
東久留米市にある出版社
- 未知谷
- ミッドナイト・プレス
- ミツバチワークス
- 光村印刷
- 光村教育図書
- 光村推古書院
- 光村図書出版
- 緑書房 (東京)
- 緑書房 (大阪)
- 港の人
- 南日本出版
- ミネルヴァ書房
- 御法インターナショナル
- 三弥井書店
- 宮帯出版社
- ミヤオビパブリッシング
- ミュージアム図書
- ミュージック・マガジン
- ミュール
- みらい
- 未來社
- みらい出版
- 未来少年
- みらいパブリッシング
- ミリオン出版
- ミルトス
- 美和出版
- 三輪書店
- 民事法研究会
- 民事法情報センター
2010年に解散
- 民衆社

### む
- ムイスリ出版
- むぎ社
- MUGENUP
- 武庫川女子大学出版部
- むさし書房
- 武蔵野大学出版会
- 武蔵野美術大学出版局
- むし社
- 夢人館
- ムスリム新聞社
- 無双舎
- ムービック
- 無明舎出版
- 紫式部

### め
- 明月堂書店
- 明元社
- 明幸堂
- 明治書院
- 明治図書出版
- 明成社
- 明星大学出版部
- 明窓出版
- メイツ出版
2019年にメイツユニバーサルコンテンツに社名変更
- 明徳出版社
- めこん
- メジカルビュー社
- メタ・ブレーン
- メタポゾン
- メタモル出版
2017年に倒産
- メタローグ
2005年に倒産
- メヂカルフレンド社
- メディアイランド
- メディア・クライス
2009年に自己破産
- メディアサーフコミュニケーションズ
- メディア総合研究所
- メディアックス
- メディア・テック出版
2008年に倒産
- メディアート出版
- メディアファクトリー
2013年にKADOKAWAに吸収合併
- メディアプレス
- メディアボーイ
- メディアポート
- メディアワークス
2008年にアスキーと合併、アスキー・メディアワークスとなる。
- メディエイション
- メディカグローブ
- メディカ出版
- メディカル・サイエンス・インターナショナル
- メディカルサイエンス社
- メディカルトリビューン
- メディカルユーコン
- メディックメディア
- メトロポリタンプレス
- 目の眼
- 芽ばえ社
- めるくまーる
- メルヘン社
- メロス楽譜

### も
- モエールパブリッシング
- MOKU出版
- 木耳社
- 木馬書館
- モッツ出版
- モデルアート社
- 桃山堂
- モラロジー研究所
- 森北出版
- 杜出版
- 森ノ宮医療学園出版部
- 森山書店
- モーターマガジン社
- モバイルメディアリサーチ（株式会社モバイルメディアリサーチ→ファンギルドの出版レーベル）
- 門土社

## や行

### や
- 八重洲出版
- 八木書店
- 薬事日報社
- 八坂書房
- 野草社
- 八千代出版
- やどかり出版
- 柳原出版（旧・柳原書店）
- 矢野恒太記念会
- 山川出版社
- 山口書店 (東京)
- 山口書店 (京都)
- 山と溪谷社
- ヤマナシ・ヘムスロイド
- やまの出版
- ヤマハミュージックメディア
- 山本書店
2007年に廃業
- 彌生書房
2008年に事業停止

### ゆ
- 唯学書房
- ゆいぽおと
- 遊泳舎
- 有紀書房
2019年に会社清算
- 友月書房
- 遊幻舎
- 雄山閣
- 遊子館
- 有志舎
- 雄松堂出版
2010年雄松堂書店に吸収合併
- 雄松堂書店
2016年丸善に吸収合併され丸善雄松堂に。
- 悠書館
- 邑書林
- 有信堂高文社
- 遊タイム出版
- 雄飛 (出版社)
2007年に倒産
- 有斐閣
- 雄飛企画
- 右文書院
- 有楽出版社
2019年に会社清算
- 有隣堂
- ユーキャン出版局
- ユサブル
- 弓立社
- ユック舎
- ゆっくり堂
- ユニバーサル・アカデミー・プレス
- ユニバーサル・シェル・プログラミング研究所
- ユニ報創
- U-NEXT
- ゆびさし
- ゆまに書房
- ゆみる出版
- ゆめある舎
- 夢工房 (出版社)
- ユーリーグ
2009年に倒産
- ユリシス・出版部
- ユーロマンガ

### よ
- 養賢堂 (出版社)
- 榕樹書林
- 洋泉社
2020年に宝島社に吸収合併
- 羊土社
- 養徳社
- 葉文館出版
2000年に倒産
- 横濱鐡船屋出版部
- 吉岡書店
- 吉川弘文館
- 吉野教育図書
- 四谷ラウンド
2002年に倒産
- 予防健康出版社
- ヨホホ研究所
- 代々木ライブラリー
- ヨルダン社
2003年に倒産

## ら行

### ら
- ライオン社
- 雷鳥社
- ライツ社
- ライトハウス出版
- ライフ企画
- ライフ・サイエンス
- ライフサイエンス出版
- ライブ出版
- ライブドアパブリッシング
- ライフメディコム
- らくだ出版
- ラクダ・パブリシング
- 洛北出版
- 洛陽社
- 楽楽出版
2022年に解散
- ラジオ技術社 → インプレス販売
- 楽工社
- ラ・テール出版局
- ラトルズ (出版社)
- ラピュータ (出版社)
- ラボ教育センター
- ラポート
2003年に倒産
- らんか社
- ランダムハウス講談社 → 武田ランダムハウスジャパン

### り
- リイド社
- 六耀社
- リクルート
- 理工学社
2013年に解散
- 理工図書
- 理社出版
廃業
- 理想社
- リーダーズノート
- リチェンジ
- 六花出版
- 六花書林
- リックテレコム
- 立東社
2001年に倒産
- リットーミュージック
- 立風書房
2004年に学習研究社へ吸収合併
- リトル・ガリヴァー社
- リトルモア
- 李白社
- リバネス出版
- リーバン
- repicbook
- リーフ出版
2007年に破産
- リブリオ出版
2015年に事業停止
- リーブル出版
- リブレ（旧リブレ出版）
- リブロポート
1998年に廃業
- 里文出版
- リベラル社
- リベラルタイム出版社
- リベルタ出版
廃業
- リム出版
倒産
- 竜王文庫
- 留学ジャーナル
- 龍渓書舎
- 流行発信
- 流通経済大学出版会
- 柳都川柳社
- 龍鳳書房
- リュウメイズ企画
- 燎原
- 梁塵社
- 緑風出版
- 旅行人
- 旅行読売出版社
- リヨン社
2009年に二見書房へ吸収合併
- 理論社
- 臨川書店
- Link Bit Consulting
- Linkage Club
- 林檎プロモーション

### る
- ルー出版
- LUX WAVE

### れ
- 麗澤大学出版会
- 黎明書房
- レイライン
- レーヴック
- 歴史学研究会
- 歴史春秋出版
- 歴史図書社
- 歴史図書目録刊行会
- レクシスネクシス・ジャパン
- レゾンクリエイト
- レムナント出版
- れんが書房新社
- 連合出版

### ろ
- 労働旬報社 → 旬報社
- 労働大学出版センター
- ローカス
2009年にインフォレストへ吸収合併
- 六一書房
- 六月書房
- 六芸社
- 鹿砦社
- 六燿会
- ロッキング・オン
- 六興出版
1992年に倒産
- ロゴス
- ロゼッタストーン
- 驢馬出版
- 露満堂
- 論楽社
- ロングセラーズ
- 崙書房
解散
- 論創社

## わ行

### わ
- ワイズ出版
- ワイヤーオレンジ
- ワイレア出版
- 若木書房
1982年に倒産
- わかさ出版
- わかたけ出版
- 若葉文庫
- ワコー出版
- 若生出版
- 早稲田教育出版
- 早稲田経営出版
- 早稲田大学出版部
- ワック・マガジンズ
- ワニブックス
- ワニマガジン社
- ワラヂヤ出版
2002年に自己破産
- わらび書房
- ワールドウォッチジャパン
- ワールドフォトプレス
- ワールドプランニング
- ワンツーマガジン社 → ユニ報創
- ワン・パブリッシング
- ワン・ライン
2016年に会社清算